# Eduard Bloch

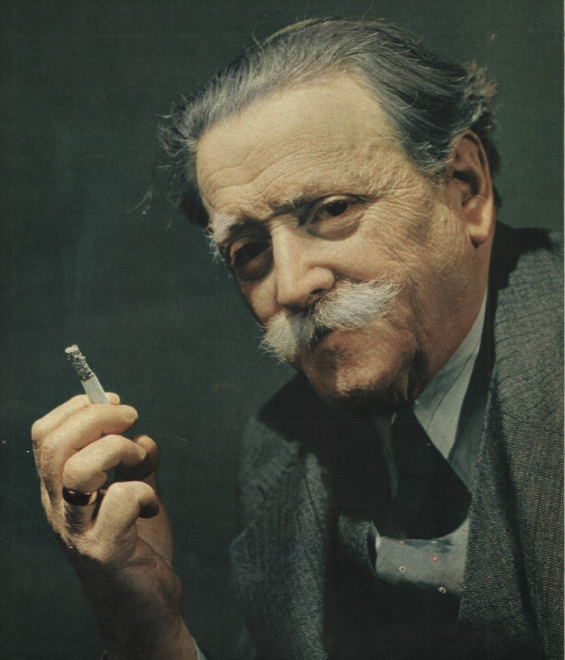
Eduard Bloch

Eduard Bloch (Frauenberg, 30 januari 1872 – New York, 1 juni 1945) was een Joods-Oostenrijkse dokter werkzaam in Linz.
Tot 1907 was Bloch de arts van de familie van Adolf Hitler. Hitler zou hem speciale bescherming bieden na de annexatie van Oostenrijk door de nazi's.

## Vroege jaren
Bloch werd geboren in Frauenberg (vandaag Hluboká nad Vltavou, Tsjechië), studeerde medicijnen in Praag en heeft daarna gediend als een medisch officier in het Oostenrijkse leger. Hij was gestationeerd in Linz vanaf 1899 tot 1901, waarna hij daar een privé-doker werd. Zijn praktijk bevond zich in het barokhuis op 12 Landstrasse, waar hij samenleefde met zijn familie: zijn vrouw: Emilie (geboortenaam Kafka) en hun dochter Trude, geboren in 1903.
Volgens Linz' toekomstige burgemeester Ernst Koref, werd Bloch erg gewaardeerd, vooral onder de lagere en arme lagen van de bevolking. Het was algemeen bekend dat hij midden in de nacht patiënten kon bezoeken. Hij ging op visite in zijn koets, met een opzichtige hoed met brede band op zijn hoofd, zoals de meeste Joden in die tijd in Linz.

## De familiedokter
Het eerste familielid dat Bloch behandelde van de Hitler-familie was Adolf Hitler. In 1904 was Hitler aan zijn bed gekluisterd vanwege een serieuze longaandoening. Hierdoor kreeg hij toestemming om met zijn opleiding te stoppen en terug naar huis te keren. Echter, nadat Bloch Hitlers dossier had nagekeken, beweerde hij de jonge Hitler alleen voor magere kwaaltjes, griep of amandelontsteking te hebben behandeld. Hij claimde ook dat Hitler geen enkele 'echte' ziekte had, laat staan een longaandoening.
In 1907 ontving Hitlers moeder Klara de diagnose borstkanker. Ze overleed op 21 december na een zware lijdensweg waarbij veel jodoform werd toegediend; een stinkend en pijnlijk bijtend middel, typisch voor die tijd en voorgeschreven door Bloch. Omdat de familie van Hitler het niet erg breed had verlaagde Bloch de prijs, soms vroeg hij zelfs helemaal niets. De toen 18-jarige Hitler verzekerde hem toen van zijn "eeuwige dankbaarheid" ("Ich werde Ihnen ewig dankbar sein"). Dit werd duidelijk in 1908 toen Hitler een briefkaart stuurde gericht aan Bloch waarin hij hem verzekerde van zijn dankbaarheid en eerbied, wat hij uitte met zelfgemaakte cadeautjes. Bijvoorbeeld: een grote muurschildering, die volgens Blochs dochter Gertrude (Trude) Kren (geboren in 1903 in Oostenrijk, overleden in 1992 in de VS) in de loop der tijd verloren is gegaan. Zelfs in 1937 vroeg Hitler naar Blochs welzijn en noemde hem een "Edeljude" (nobele Jood).

## Emigratie
Na de Duitse annexatie van Oostenrijk in maart 1938 (Anschluss), werd het leven zwaarder voor Oostenrijkse Joden. Nadat de praktijk van Bloch gesloten werd op 1 oktober 1938, verhuisden zijn dochter en schoonzoon naar de Verenigde Staten.
De toen 66-jarige Bloch stuurde een brief naar Hitler waarin hij hem om hulp vroeg. Daarna kwam hij onder speciaal toezicht te staan van de Gestapo. Hij was de enige Jood in Linz met deze status. Bloch bleef ongestoord in zijn woonplaats met zijn vrouw tot alle administratie voor een overtocht naar de VS in orde was. Zonder problemen konden ze hun huis verkopen voor de marktwaarde, erg ongebruikelijk aangezien er door de exodus van Joden uit Oostenrijk veel huizen vrijkwamen tegen veel te lage prijzen. Ook mochten ze 16 rijksmark meenemen; de gebruikelijke hoeveelheid voor Joden was een schraal bedrag van 10 rijksmark.
In 1940 emigreerde Bloch naar de VS en vestigde zich in New York. Het was voor hem echter niet meer mogelijk om dokter te zijn, aangezien zijn diploma uit Oostenrijk-Hongarije niet erkend werd. Hij stierf aan maagkanker in 1945. Amper een maand na Hitler. Hij ligt begraven in Beth David Cemetery in New York.